# Caladenia catenata
Caladenia catenata är en orkidéart som först beskrevs av James Edward Smith, och fick sitt nu gällande namn av George Claridge Druce. Caladenia catenata ingår i släktet Caladenia och familjen orkidéer. Inga underarter finns listade i Catalogue of Life.

## Bildgalleri

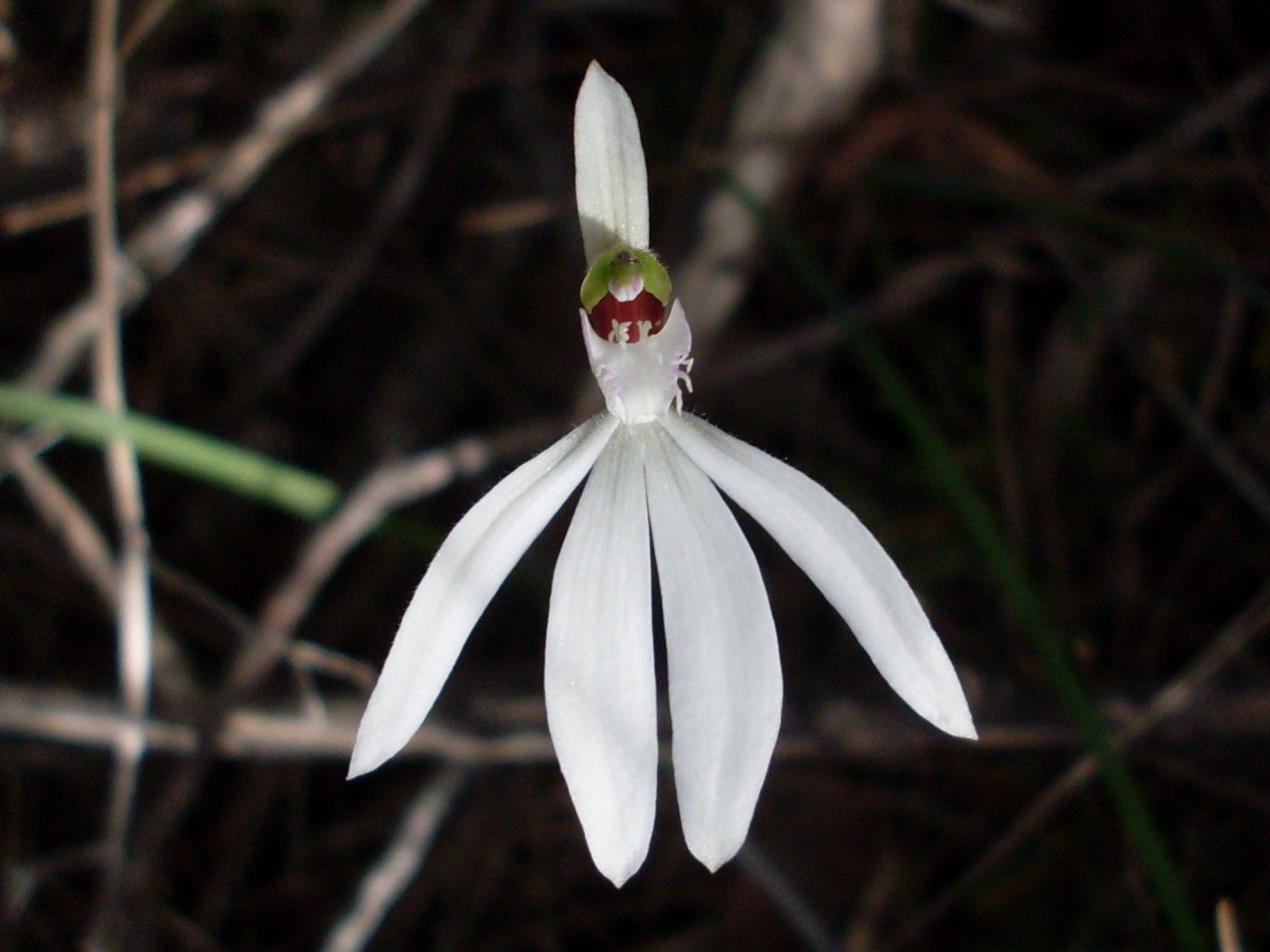
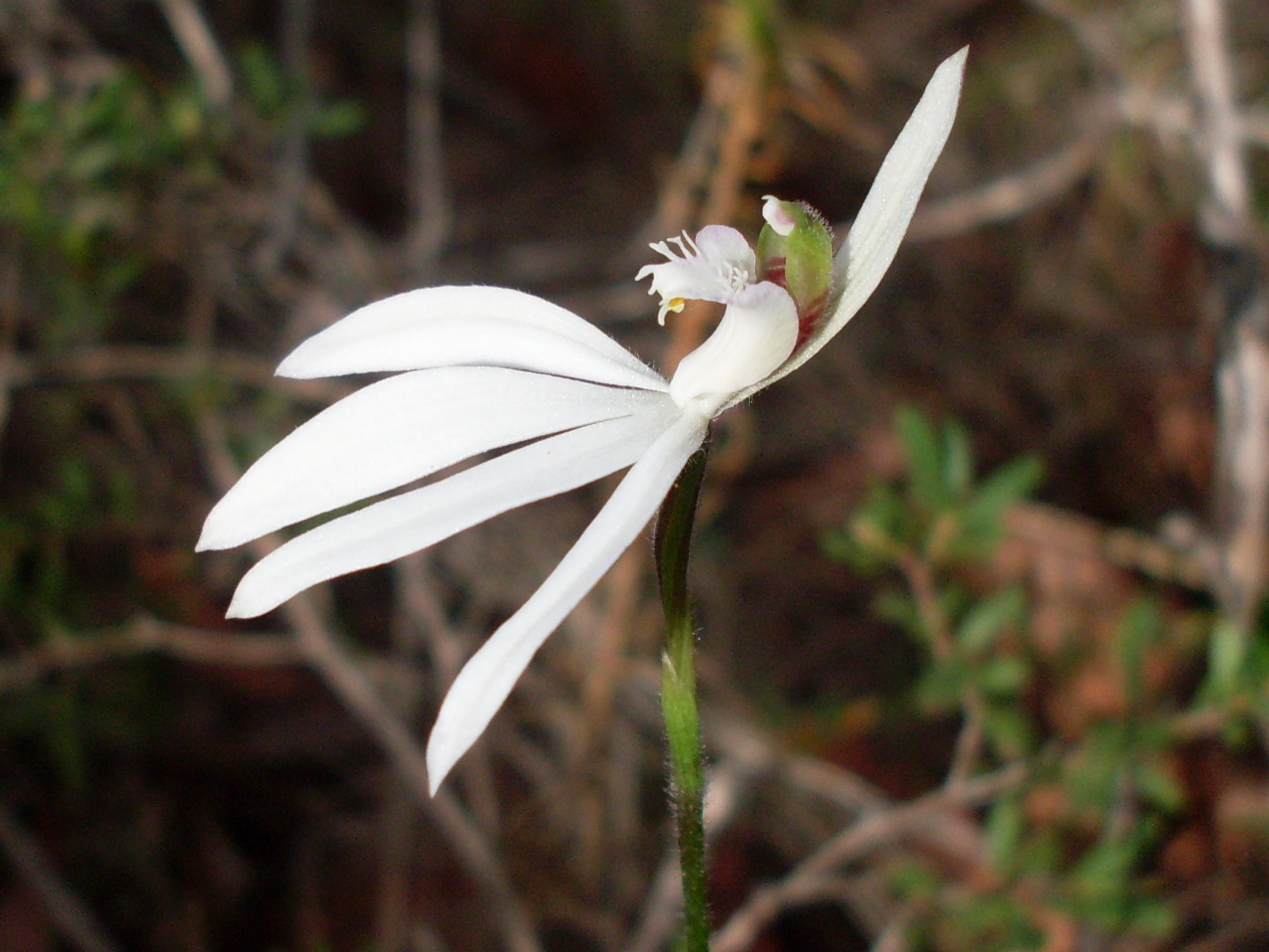
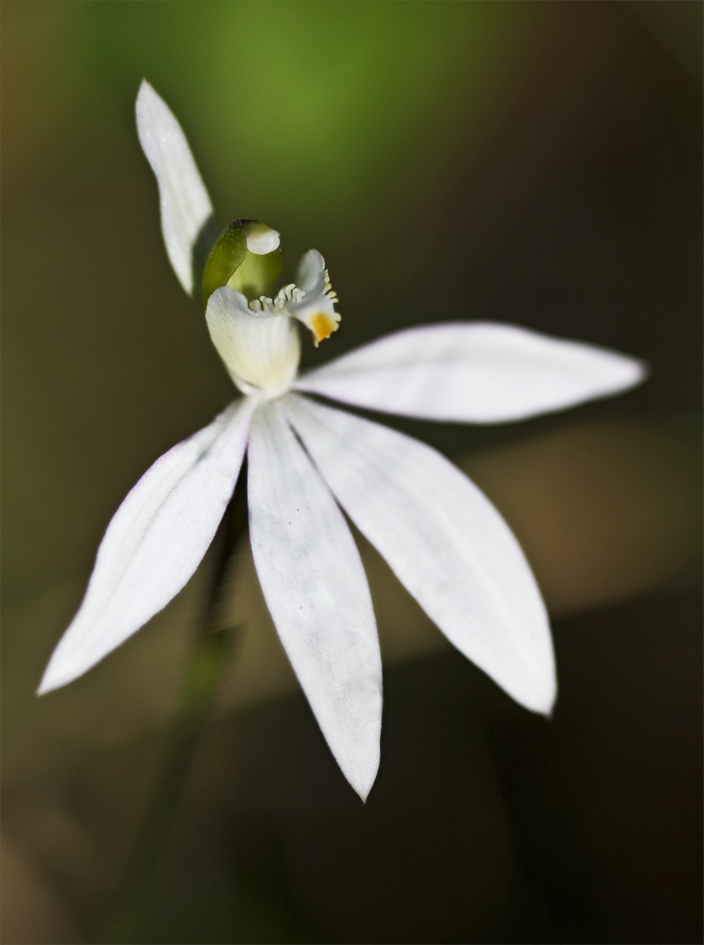